# Aceros
Aceros is een geslacht van vogels uit de familie van de neushoornvogels (Bucerotidae). De soorten die nu in andere geslachten zijn ondergebracht werden vroeger ook tot Aceros gerekend. In de versie 5.2. van de IOC World Bird List is het een monotypisch geslacht geworden.
- Aceros nipalensis – Himalayajaarvogel